# Ichthyaspis ficicola
Ichthyaspis ficicola är en insektsart som först beskrevs av Takahashi 1931.  Ichthyaspis ficicola ingår i släktet Ichthyaspis och familjen pansarsköldlöss. Inga underarter finns listade i Catalogue of Life.